# Zakleté pírko
Zakleté pírko je česká pohádková komedie, režírovaná Zdeňkem Troškou; ten se spolu s Markem Kališem podílel na scénáři. Premiérově byl v českých a slovenských kinech uveden 2. ledna 2020; slavnostní premiéru si odbyl již 17. prosince 2019.
Půvabná a skromná Aninka žije na statku se dvěma nafoukanými sestrami, kterým je nucena sloužit. Jednoho dne najde pírko a něžným polibkem přivolá mladého a pohledného prince Vítka, zakletého do ptačí podoby. Když však zlé sestry zjistí, s kým se Aninka schází, pírko jí seberou a zničí; princ Vítek nato zmizí. Hrdince tak zbývá jediná možnost, jak prokletí zlomit: najít jej kdesi v širém světě. A tak se Aninka vypravuje na záchrannou misi za svým milým; a nezůstává sama – zachrání vodníka, který ji pomáhá mocí svých kouzel.
Snímek se natáčel v jižních a západních Čechách, mj. na zřícenině Helfenburka u Bavorova.

## Obsazení
- Sara Sandeva jako mladá čarodějka
- Martin Stránský jako kníže
- Jitka Smutná jako selka
- Šárka Vaculíková jako Žouželína
- Anastázie Chocholatá jako Aninka
- Dana Syslová jako stará čarodějka
- Lukáš Pavlásek jako vodník
- Václav Svoboda jako sedlák
- Andrea Hoffmannová jako kněžna
- Lucie Polišenská jako Boubelína
- Marek Lambora jako mladý hrabě
- Antonín Mašek jako tovaryš Šimon

## Kritika
- Věra Míšková, Novinky.cz 50 %[5]
- Mirka Spáčilová, Mladá fronta DNES / iDNES.cz 40 %[6][7]